# Chance Rides Manufacturing
Chance Rides Manufacturing ist ein Hersteller von Achterbahnen und anderen Fahrgeschäften mit Sitz in Wichita, Kansas, USA.

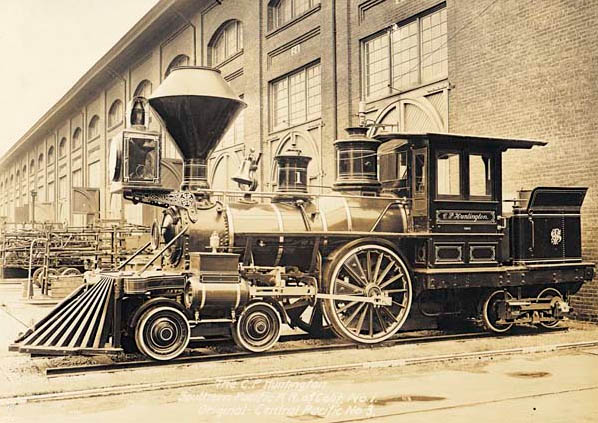
Die C.P. Huntington, Vorbild der bekannten Miniaturbahn …

## Produkte

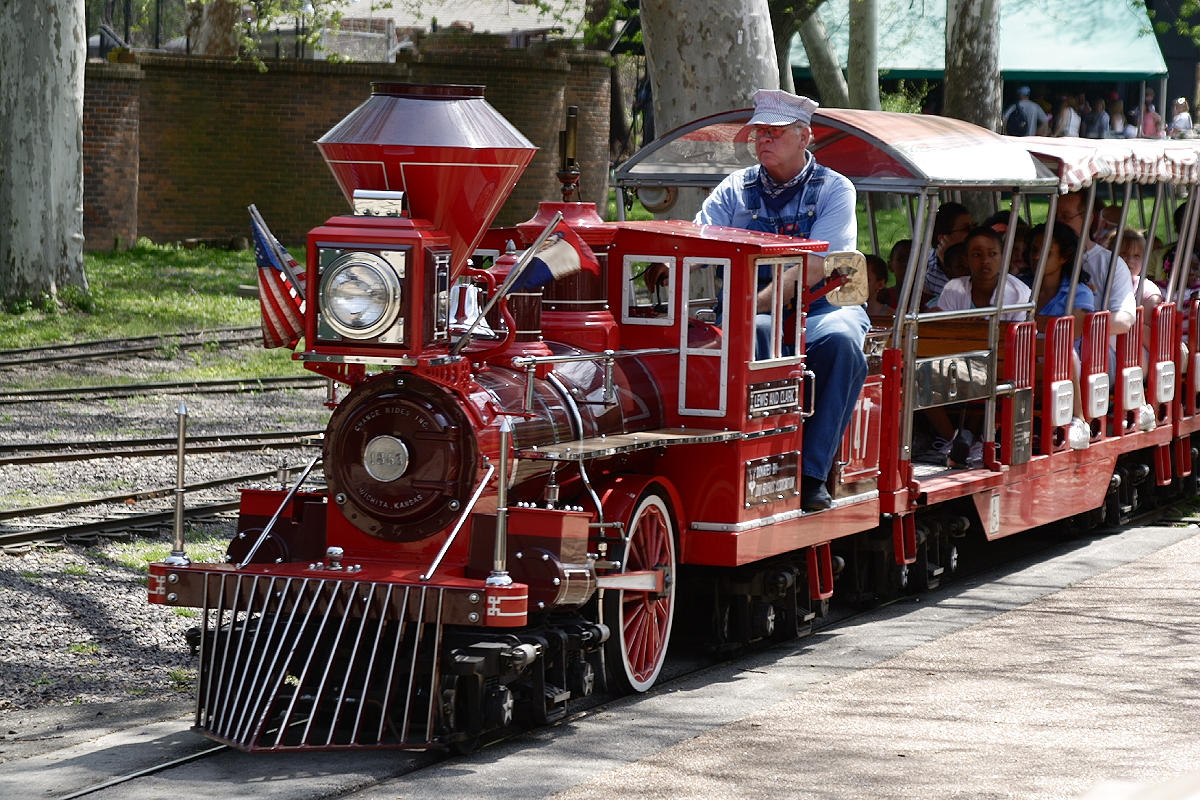
… und ihre Nachbildung von Chance Rides

### Miniatureisenbahnen
Bekannt wurde das Unternehmen mit einer Miniatureisenbahn, dem Nachbau einer von Southern Pacific Railroad eingesetzten Lokomotive, die nach dem Eisenbahnmanager C.P. Huntington benannt wurde.  Dieses Fahrgeschäft ist bis heute das bekannteste des Unternehmens und wird auch in Deutschland in Vergnügungsparks eingesetzt, beispielsweise im Europa-Park Rust, im Heide Park Resort unter dem Namen Heide-Park Express, und im Jaderpark. Die beiden letztgenannten Parks setzen Fahrzeuge ein, die ursprünglich für die Bundesgartenschau 1981 in Kassel beschafft wurden. Folgende Modell sind im Angebot:
- C.P. Huntington
- Elektrische C.P. Huntington

### People Mover
Chance Rides hat sich mit der Ford Motor Company zusammengetan, um Personenbeförderungsmöglichkeiten anzubieten. Chance bietet folgende Modelle an:
- Sunliner II
- Tramstar HB
- Tramstar LFT

### Achterbahnen
Die erste Achterbahn von Chance Manufacturing war der Toboggan, ein transportables Fahrgeschäft, bei dem ein kleines Fahrzeug senkrecht einen Turm hinaufklettert und dann spiralförmig um denselben Turm herum wieder hinunterfährt. Es war als Jahrmarktsfahrgeschäft konzipiert und passte auf zwei Anhänger, aber mehrere Einheiten wurden von Vergnügungsparks gekauft, wo sie als permanente Attraktionen aufgestellt wurden. Chance stellte 32 dieser Anlagen her, von denen zwei noch immer in einem festen Park in Betrieb sind. 1998 führte Chance die Kinderachterbahn Big Dipper ein. 2006 schloss Chance eine Allianz mit Vekoma, Chance Rides vertrat Vekoma in Nordamerika und stellte die Stahlschienen für ausgewählte Projekte her. Am 17. Oktober 2012 beendeten Chance Rides und Vekoma ihre Vereinbarung zur gemeinsamen Produktion von Fahrgeschäften für den nordamerikanischen Markt. Im Jahr 2014 stellte Chance Rides seinen ersten Hyper GT-X Coaster für Kentucky Kingdom her.
Folgende Achterbahnmodelle hat Chance Rides in seinem Portfolio:

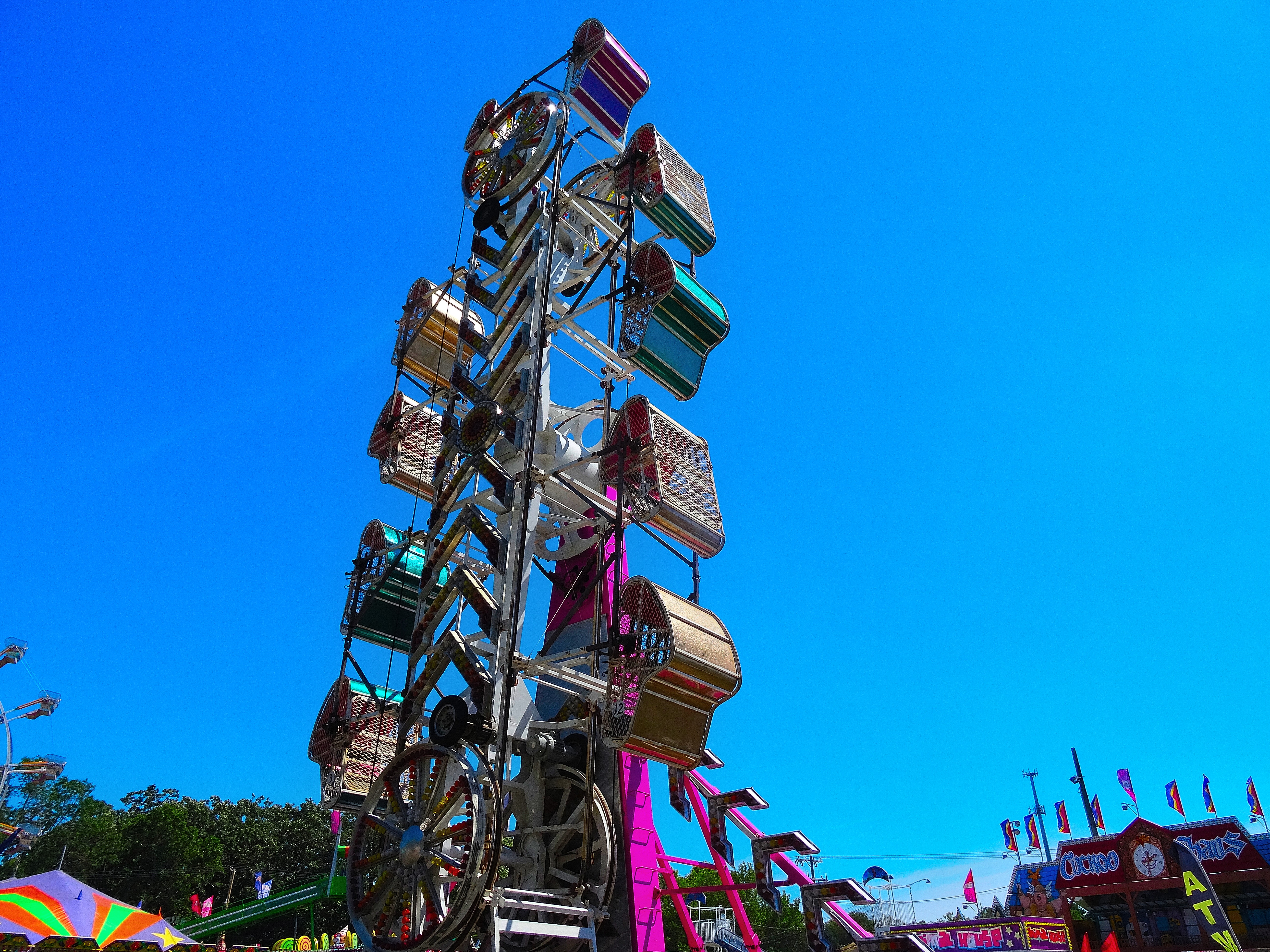
Zipper

- Family Coasters (Big Dipper)
- Hypercoaster
- Hyper GT-X Coaster

### Weitere Attraktionen
- Freestyle
- Karussells
- Pharaoh’s Fury
- Revolution
- Riesenräder
- Schienengeführte Attraktionen
- Unicoaster
- Yo-Yo
- Zipper

## Liste der Chance Rides Achterbahnen

### Big Dipper

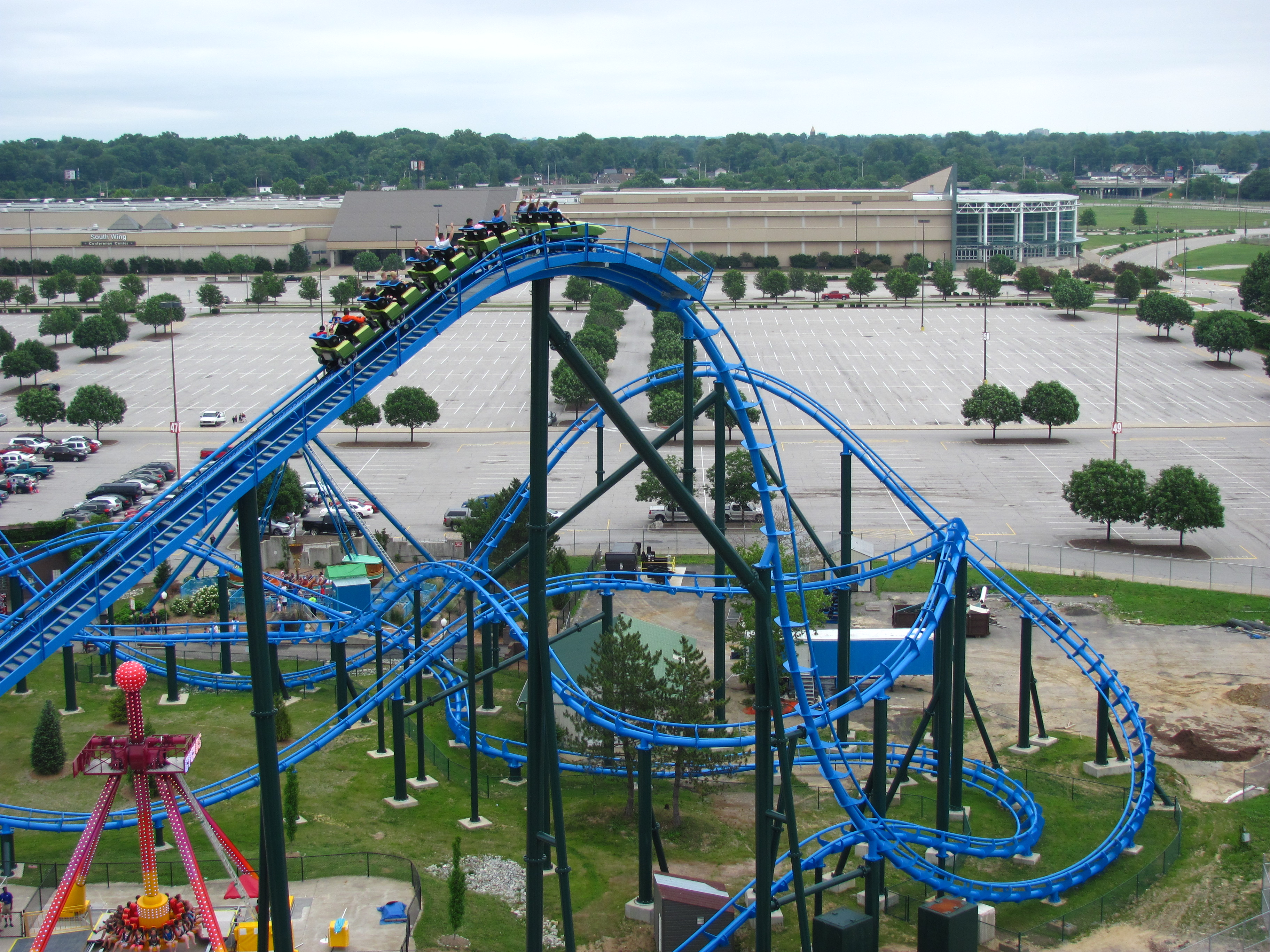
Lightning Run in Kentucky Kingdom.

| Name                                  | Park                            | Land | Betriebsjahre | Besonderheiten               |
| ------------------------------------- | ------------------------------- | ---- | ------------- | ---------------------------- |
| Joust                                 | Dutch Wonderland                | USA  | 1998 –        |                              |
| Woodstock Express vorher Big Dipper   | Michigan’s Adventure            | USA  | 1999 –        | Im Jahr 2021 umthematisiert. |
| Gold Rush                             | Wild Adventures                 | USA  | 1999 – 2009   | Nicht mehr bestehend.        |
| Wile E. Coyote’s Grand Canyon Blaster | Six Flags Over Texas            | USA  | 2001 –        |                              |
| Joker Funhouse Coaster                | Six Flags Over Georgia          | USA  | 2004 –        |                              |
| Family Roller Coaster                 | Wildlife World                  | USA  | 2016 –        |                              |
| Nickelodeon Slime Streak              | Nickelodeon Universe Theme Park | USA  | 2019 –        |                              |

### Hyper GT-X Coaster

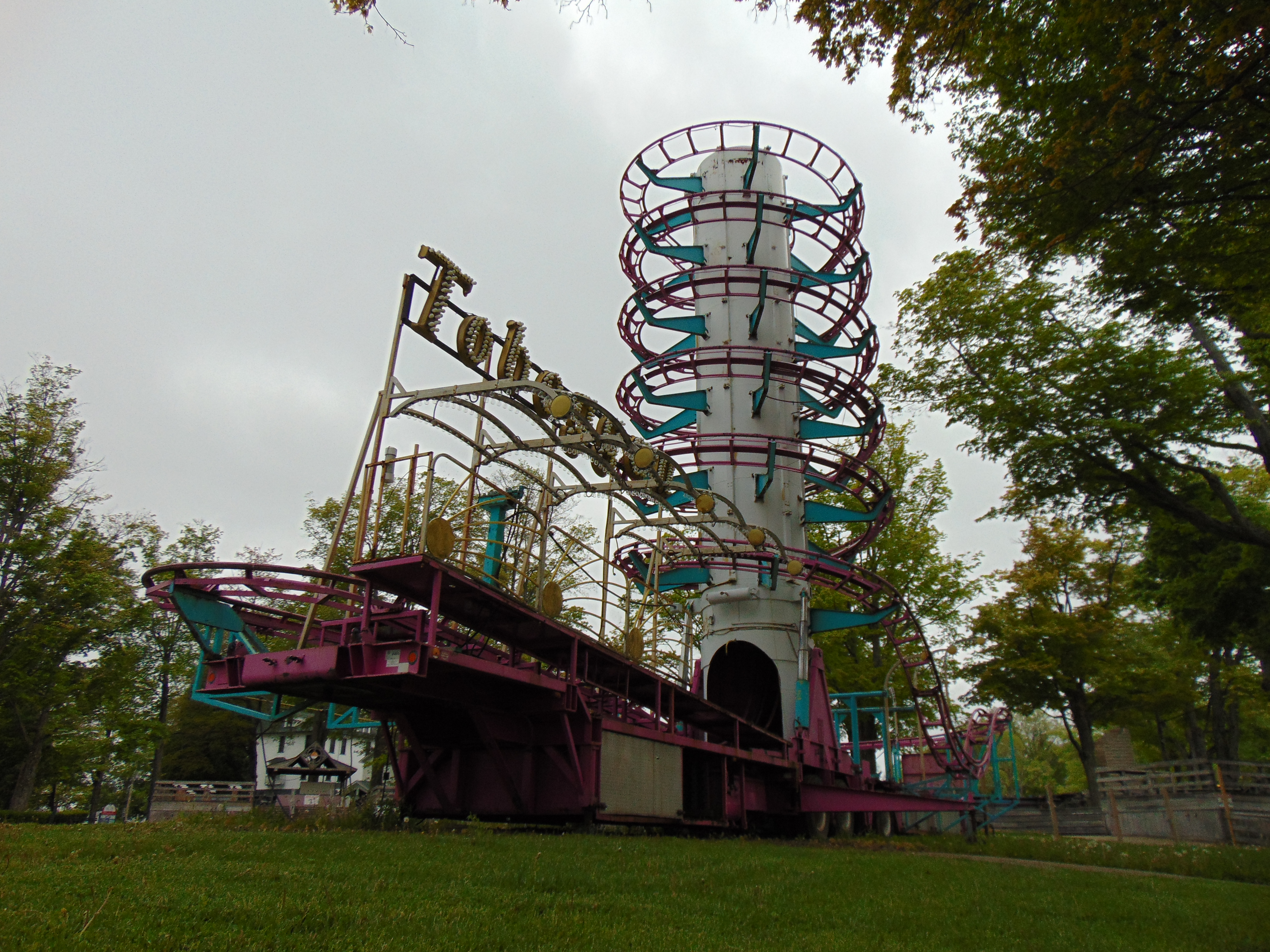
Toboggan im Conneaut Lake Park.

| Name                       | Park                            | Land | Betriebsjahre | Besonderheiten |
| -------------------------- | ------------------------------- | ---- | ------------- | -------------- |
| Lightning Run              | Kentucky Kingdom                | USA  | 2014 –        |                |
| Hot Wheels Twin Mill Racer | Mattel Adventure Park (Arizona) | USA  | 2025 (im Bau) |                |
| Hot Wheels Twin Mill Racer | Mattel Adventure Park (Kansas)  | USA  | 2026 (im Bau) |                |

### Toboggan
| Name                                                                    | Park                                                                      | Land            | Betriebsjahre                      | Besonderheiten                                                           |
| ----------------------------------------------------------------------- | ------------------------------------------------------------------------- | --------------- | ---------------------------------- | ------------------------------------------------------------------------ |
| Arctic Cat                                                              | Crystal Beach                                                             | Kanada          | während 1974                       | Nicht mehr bestehend.                                                    |
| Star Wars                                                               | Parc Avenue                                                               | Frankreich      | ? – 2003                           | Nicht mehr bestehend.                                                    |
| Swamp Buggy                                                             | Six Flags Astroworld                                                      |                 | ca. 1970 – 1972                    | Nicht mehr bestehend.                                                    |
| Swiss Toboggan                                                          | Boblo Island                                                              | USA             | ca. 1969 – 1978                    | Nicht mehr bestehend.                                                    |
| Swiss Toboggan                                                          | In The Game Funtrackers                                                   | USA             | ca. 1978 – 1984                    | Nicht mehr bestehend.                                                    |
| Swiss Toboggan vorher Toboggan vorher Earthquake McGoon’s Brain Rattler | Little Amerricka Seven Peaks Water Park Duneland Dogpatch USA             | USA             | 1993 ? – 1990 1969 – 1988          |                                                                          |
| Swiss Toboggan                                                          | Santa’s Village AZoosment Park                                            | USA             | 1971 – ?                           | Nicht mehr bestehend.                                                    |
| Toboggan                                                                | Conneaut Lake Park                                                        | USA             | 2002 – 2006                        | Stand von 2006 bis 2014 ohne Betrieb am Standort. Seit 2015 eingelagert. |
| Toboggan                                                                | Great Adventure Amusement Park                                            | USA             | ? – 1978                           | Nicht mehr bestehend.                                                    |
| Toboggan                                                                | Grand Prix Amusements Arnolds Park                                        | Kanada USA      | 1999 – 2005 05.1998 – 1998         | Nicht mehr bestehend.                                                    |
| Unbekannt Toboggan                                                      | Distribuibora Touche Hersheypark                                          | El Salvador USA | ? 1972 – 1977                      | Wurde nach El Salvador verkauft. (Seriennummer: 72-2131)                 |
| Toboggan                                                                | Hersheypark                                                               | USA             | 1972 – 1977                        | Nicht mehr bestehend. (Seriennummer: 72-2130)                            |
| Toboggan                                                                | John Wesseldine Stewart Miller Clacton Pier Great Yarmouth Pleasure Beach | England         | 2016, 2019 – 2017 2009 1993 – 2000 | Reisend unterwegs.                                                       |
| Toboggan                                                                | Lakemont Park Deggeller Shows                                             | USA             | 1991 – 2016 ?                      | Nicht mehr bestehend. Zuvor als reisende Achterbahn.                     |
| Toboggan                                                                | Jenkinson's Boardwalk                                                     | USA             | während der 80er                   | Nicht mehr bestehend.                                                    |
| Toboggan                                                                | Old Chicago                                                               | USA             | ca. 1975 – 1980                    | Nicht mehr bestehend.                                                    |
| Toboggan                                                                | Parc Belmont                                                              | Kanada          | 1970er – 1983                      | Nicht mehr bestehend.                                                    |
| Toboggan                                                                | Playland Park                                                             | USA             | ? – 1979                           | Nicht mehr bestehend.                                                    |
| Toboggan                                                                | Shaheen’s Fun-O-Rama Park                                                 | USA             | ?                                  | Nicht mehr bestehend.                                                    |
| Toboggan                                                                | Sportland Pier                                                            | USA             | ca. 1966 – ?                       | Nicht mehr bestehend.                                                    |
| Toboggan                                                                | Stewart Beach Park                                                        | USA             | 1980er – 1989                      | Nicht mehr bestehend.                                                    |
| Toboggan                                                                | Trimper Rides                                                             | USA             | 1970er – 2009                      | Nicht mehr bestehend.                                                    |
| Unbekannt                                                               | Cal Expo Amusement Park                                                   | USA             | 1975 – 1979                        | Nicht mehr bestehend.                                                    |
| Unbekannt                                                               | Moreno's Park Celio Borges                                                | Brasilien       | 2021 ?                             |                                                                          |
| Space Moon vorher Zeppelin vorher Toboggan                              | Animalia Adventureland                                                    | Brasilien USA   | 2023 1973 – 1979                   |                                                                          |